# Ronald Ellwin Evans
Ronald Ellwin „Ron“ Evans, Jr. (* 10. November 1933 in St. Francis, Kansas; † 7. April 1990 in Scottsdale, Arizona) war ein US-amerikanischer Astronaut der NASA. Bei Apollo 17, dem neunten und letzten bemannten Flug zum Mond im Rahmen des Apollo-Programms, diente er als Pilot des Apollo-Kommandomoduls.

## Leben
Nach Beendigung der High School in Topeka (Kansas) studierte Evans an der University of Kansas und erlangte 1956 seinen Abschluss zum Bachelor in Elektrotechnik.
Nachdem Evans im Juni 1957 seine Ausbildung zum Piloten bei der US Navy erfolgreich abgeschlossen hatte, war er anschließend als Pilot und, von Januar 1961 bis Juni 1962, als Ausbilder für Kampfpiloten tätig. Während seiner gesamten Dienstzeit absolvierte er mehr als 5100 Flugstunden, davon ca. 4600 auf Düsenflugzeugen.
1964 erwarb Evans seinen Abschluss zum Master in Luftfahrttechnik an der Naval Postgraduate School und trat 1966 mit der fünften Gruppe von Astronauten in die NASA ein.

## Raumfahrertätigkeit
Evans war für Apollo 7 und Apollo 11 der Unterstützungsmannschaft (Support-Crew) zugeteilt.
Bei Apollo 14 diente er in der Ersatzmannschaft als Pilot des Kommandomoduls.
Seinen ersten und einzigen Weltraumflug absolvierte Evans vom 7. Dezember bis zum 19. Dezember 1972 mit Apollo 17, dem letzten Flug im Apollo-Programm zum Mond. Außer Evans als Pilot des Kommandomoduls America, gehörten auch Eugene Cernan als Kommandant und Harrison Schmitt als Pilot der Mondlandefähre Challenger zur Besatzung. Während Cernan und Schmitt sich auf dem Mond befanden, verblieb Evans allein im Mondorbit und führte in dieser Missionsphase fotografische und visuelle Beobachtungen durch.
Bis heute hält er mit sechs Tagen, drei Stunden und 48 Minuten den Rekord für die längste im Mondorbit verbrachte Zeit. Auf dem Rückflug zur Erde verließ Evans die Kommandokapsel für einen Weltraumausstieg, um Filmkassetten zu bergen sowie eine Inspektion des Raumschiffs durchzuführen.
Nach Apollo 17 diente Evans in der Ersatzmannschaft als Pilot für das Apollo-Sojus-Projekt.
Im Anschluss an das Apollo-Programm war er an der Entwicklung und Planung des Space-Shuttle-Programms beteiligt. Nach 21 Jahren Dienstzeit schied Evans am 30. April 1976 aus der US Navy aus. Im März 1977 verließ er die NASA, um eine leitende Position in der Industrie zu übernehmen. Evans starb im April 1990 an Herzversagen. Er hinterließ eine Frau und zwei Kinder.

## Besonderheiten und Rekorde
- erster bemannter Nachtstart der NASA (Apollo 17)
- längste Zeit alleine im Mondorbit (Apollo 17)

## Auszeichnungen
Ronald Evans erhielt während seiner Karriere als Astronaut u. a. folgende Auszeichnungen:
- NASA Distinguished Service Medal
- Johnson Space Center Superior Achievement Award
- Navy Distinguished Service Medal
- Navy Astronaut Wings
- University of Kansas Distinguished Service Citation
- Kansan of the Year (1972)